# Zofia Czernow
Zofia Czernow z domu Kowalik (ur. 30 września 1950 w Woli Obszańskiej) – polska samorządowiec i ekonomistka, prezydent Jeleniej Góry (1994–1998), posłanka na Sejm VII, VIII, IX i X kadencji (od 2011).

## Życiorys
Jest córką Stanisława i Anny. Z wykształcenia ekonomistka, w 1974 ukończyła Wyższą Szkołę Ekonomiczną we Wrocławiu. Ukończyła również studia podyplomowe z europejskiego prawa bankowego w Polskiej Akademii Nauk (2000) oraz z wykorzystania funduszy z UE w Akademii Ekonomicznej we Wrocławiu.
Na początku lat 90. była wiceprezydentem, a w latach 1994–1998 sprawowała funkcję prezydenta Jeleniej Góry. W wyborach samorządowych w 1998 została wybrana do rady tego miasta z listy Unii Wolności. W bezpośrednich wyborach w 2002 bezskutecznie ubiegała się o urząd prezydenta Jeleniej Góry, zdobywając jednakże ponownie mandat radnej. W wyborach w 2006 uzyskała reelekcję z ramienia KWW „Jelenia Góra – Nasz Dom”. W trakcie kadencji wstąpiła do Platformy Obywatelskiej, weszła w skład władz regionalnych tej partii. W 2010 z listy PO ponownie uzyskała mandat radnej, po czym objęła stanowisko wiceprezydenta miasta.
W 2007 stanęła na czele zarządu Międzyszkolnego Klubu Sportowego „Karkonosze – Sporty Zimowe”. W latach 2004–2010 była prezesem zarządu Jeleniogórskiej Przędzalni Czesankowej „Anilux”. Została również wiceprezesem zarządu głównego Towarzystwa Polska-Finlandia.
W 2011 była kandydatką PO do Sejmu w wyborach parlamentarnych w okręgu legnickim. Uzyskała mandat posłanki VII kadencji, otrzymując 7740 głosów. W 2015 z powodzeniem ubiegała się o reelekcję (dostała 10 070 głosów). W Sejmie VIII kadencji została członkinią Komisji Finansów Publicznych oraz Komisji Sprawiedliwości i Praw Człowieka. W wyborach w 2019 została wybrana na kolejną kadencję z ramienia Koalicji Obywatelskiej, otrzymując 15 761 głosów. W 2023 również utrzymała mandat poselski (z wynikiem 30 258 głosów); w Sejmie X kadencji objęła funkcję zastępczyni przewodniczącego Komisji Finansów Publicznych.

## Wyniki w wyborach ogólnopolskich
| Wybory | Komitet wyborczy   | Komitet wyborczy      | Organ             | Okręg | Wynik          |
| ------ | ------------------ | --------------------- | ----------------- | ----- | -------------- |
| 2011   |                    | Platforma Obywatelska | Sejm VII kadencji | nr 1  | 7740 (2,25%)   |
| 2015   | Sejm VIII kadencji | Platforma Obywatelska | 10 070 (2,82%)    | nr 1  |                |
| 2019   |                    | Koalicja Obywatelska  | Sejm IX kadencji  | nr 1  | 15 761 (3,64%) |
| 2023   | Sejm X kadencji    | Koalicja Obywatelska  | 30 258 (6,03%)    | nr 1  |                |

## Odznaczenia
Odznaczona m.in. Orderem Lwa Finlandii I klasy oraz Medalem Pro Patria. W 1998 i 2010 otrzymała Złoty Krzyż Zasługi.